# Tshimen Bwanga
Tshimen Bwanga (Élisabethville, 1949. január 4. –) Kongói Demokratikus Köztársaságbeli válogatott labdarúgó. 1973-ban az év afrikai játékosának választották.

## Pályafutása

### A válogatottban
A zairei válogatottban szerepelt. Részt vett az 1972-es és az 1974-es afrikai nemzetek kupáján, illetve az 1974-es világbajnokságon.

## Sikerei, díjai
TP Mazembe
- Zairei bajnok (1): 1976
- Kupagyőztesek Afrika-kupája (1): 1980

Zaire
- Afrikai nemzetek kupája győztes (1): 1974

Egyéni
- Az év afrikai labdarúgója (1): 1973